# تونگی
تونگی (به لاتین: Tongi) یک منطقهٔ مسکونی در بنگلادش است که در ناحیه قاضی‌پور واقع شده‌است. تونگی ۳۲٫۰۷ کیلومتر مربع مساحت و ۳۵۰٬۰۰۰ نفر جمعیت دارد.